# Mohsen Bahmani-Oskooee
Mohsen Bahmani-Oskooee (* 31. Oktober 1951 in Osku) ist ein iranischstämmiger US-amerikanischer Wirtschaftswissenschaftler.

## Werdegang, Forschung und Lehre
Bahmani-Oskooee studierte zunächst an der Nationaluniversität des Iran, an der er 1975 graduierte. Nach der Emigration in die Vereinigten Staaten studierte er dort an der Michigan State University, wo er 1979 als Master of Arts und zwei Jahre später mit einem Ph.D.-Titel abschloss. Anschließend wechselte er als Assistant Professor ins akademische Personal der University of Wisconsin–Milwaukee, 1986 stieg er zum Associate Professor auf. 1991 wurde er zum ordentlichen Professor berufen, seit 2010 ist er UWM Distinguished Professor. Zwischen 2011 und 2015 leitete er die wirtschaftswissenschaftliche Fakultät.
Bahmani-Oskooees Arbeitsschwerpunkte liegen im Bereich der Makroökonomie, insbesondere zu Fragen rund um Welthandel und die Ökonomie offener Volkswirtschaften. 
Seit 2006 ist er Herausgeber des Periodikums Journal of Economic Studies, zudem seit 2015 Mitherausgeber von Open Economies Review und seit 2017 von Journal of Economic Asymmetries.